# 日本畜産副産物協会
一般社団法人日本畜産副産物協会（にほんちくさんふくさんぶつきょうかい、英: Japan Livestock By-product Association、略称JLBA）は、畜産副産物を扱う企業による業界団体。元農林水産省所管。

## 概要
- 会員 - 副生物部門80社、原皮部門31社、レンダリング部門75社、組合3団体
- 設立 - 1999年（平成11年）（原皮、食用副生物、動物油脂の各業界団体の統合により発足）

## 事業内容
- 畜産副産物の取引の近代化、屠畜場等の環境改善
- 畜産資源の有効利用に関する事業
- 畜産副産物に関する調査・研究、広報活動
- 肉骨粉の処分、牛の脊柱処理などに対する補助事業